# Церетелі Кора
Церетелі Кора (нар. 15 серпня 1936, Тбілісі) — російська і грузинська кінокритикиня, кінознавиця та сценаристка. Заслужена діячка мистецтв Грузії (1976), кандидат мистецтвознавства (1976).

## Біографія
Народилася 15 серпня 1936 р. в Тбілісі. Закінчила Тбіліський інститут іноземних мов (1950). Працювала у пресі, викладала у Тбіліському театральному інституті ім. Ш. Руставелі (1974—1993).
Авторка ряду книг, сценаріїв до документальних, науково-популярних фільмів:
- «Арабески на тему Піросмані» (1986, у співавт. з С.Параджановим),
- «Я — Сергій Параджанов» (1990, відео) тощо.

Уклала книгу «Сергей Параджанов. Исповедь» (СПб, 2001).